# Pseudotrapelus neumanni
Espèce
Synonymes
- Agama neumanni Tornier, 1905

Pseudotrapelus neumanni est une espèce de sauriens de la famille des Agamidae. 

## Répartition
Cette espèce se rencontre en Arabie saoudite et au Yémen. Elle se rencontre dans les monts Asir.

## Étymologie
Cette espèce est nommée en l'honneur d'Oskar Neumann.

## Publications originales
- Tornier, 1905 : Schildkröten und Eidechsen aus Nord-Ost Afrika und Arabien. Aus Carlo v. Erlanger’s und Oscar Neumann’s Forschungsreise. Zoologische Jahrbucher. Abteilung Für Systematik, vol. 22, p. 365-388 (texte intégral).